# Curtia pusilla
Curtia pusilla là một loài thực vật có hoa trong họ Long đởm. Loài này được (Griseb.) Knobl. mô tả khoa học đầu tiên năm 1894.